# گوئیدگرتینگا

گوئیدگرتینگا شهری در شهرستان دولوگو در استان بازگا در بورکینافاسوی مرکزی است و جمعیت آن ۳۲۷ نفر است.